# Carnaval Multicolor de la Frontera

El Carnaval Multicolor de la Frontera, nombre dado al Carnaval de Ipiales desde el 2008, es un evento costumbrista que se realiza en la ciudad  colombiana de Ipiales,  Nariño, entre el 2 al 6 de enero de cada año, como versión local del Carnaval de Negros y Blancos y que muestra el talento artístico ipialeño, evento  que atrae a cientos de turistas y pobladores de la región y de la frontera ecuatoriana.

## Aspectos Generales
|  | El carnaval se festeja en la cabecera municipal de Ipiales, así - El 28 de diciembre, se realizaba el juego de inocentes; - el 31, la despedida de años viejos; - el 2 de enero, el carnaval de la juventud; - el 3, el carnaval de la provincia; - el 4, el carnavalito; - el 5, la entrada de la familia Ipial, día de negros; - el 6, día de blancos, desfile de carrozas, murgas, disfraz individual y por parejas; luego el carnaval de la etnia de los Pastos, las fiestas en los corregimientos y veredas del municipio de Ipiales, que se remontan a lejanos tiempos de celebración. |

"Por su autenticidad y colorido, constituye el espectáculo de mayor singularidad que pueblo alguno pueda ofrecer a sus visitantes. Festividad costumbrista, única en el país y quizá en el continente: ‘el tizne de negritos’ y el ‘juego popular de blancos’, se celebra en enero con cultura, frenesí y algarabía".

"Las carrozas, comparsas, disfraces, murgas y agrupaciones folclóricas son estampas autóctonas, originales y picarescas, artísticas y auténticas, con luminosa expresión folclórica y cultural, sabor tradicional y ancestro regional; matices multicolores donde el ingenio y la creatividad de sus expresiones plásticas corroboran el talento nariñense ¡viva el 5 y 6 de enero!" 

La festividad carnavalesca (no estrictamente  carnestoléndica por no tratarse de una festividad previa a la cuaresma) es folclórica, autóctona, típica y tradicional. Prevalecen las muestras del folclor nariñense, bandas de música y grupos típicos, la renovación de estampas regionales, legendarias y universales; costumbres y tradiciones, mitos y leyendas, creaciones singulares con máscaras y un expresivo movimiento armonioso, además de masivos bailes.

## Breve historia
Como lo anota el profesor Mauricio Chávez, el Carnaval de Negros y Blancos se celebra desde antes de 1916, hay registros de periódicos de la época, como Ensayos, de la Sociedad El Carácter que dan nota de estas celebraciones. 
En 1926, se elige la reina de los estudiantes (de moda en la época); en los años 30, se inicia el juego del Carnaval en Ipiales (con base en lo ideado en Pasto); aquí se fusiona con las costumbres, tradiciones y medios artísticos locales, adquiriendo su autenticidad e identidad en la forma de ejecución y presentación, hecho que lo decanta y diferencia de los demás.
En 1935,  se juega a los aguinaldos (en Navidad), se intercambia comidas y dulces; se recuerdan los pingullos (flautas de viento) y el pan de maíz en las madrugadas; se juega a las “inocentadas” (palito en boca, beso robado, empanadas con sal). Se presentan disfraces individuales (payasos, en enero), y los 'jugadores' recorren la Calle Real, o La Pola, desde la 'plaza de abajo' hasta la de San Felipe Neri; en ocasiones se “visten” carruajes con flores, se lanza serpentinas, pétalos y perfumes; se pinta con carbón, ceniza de papel con manteca, o cosmético Melchor.
En los años 40, aparecen las cabalgatas de “las familias acomodadas”, que lanzan colaciones, monedas y serpentinas, los niños y jóvenes se “hacen estropear por recogerlas”,y el pueblo se divierte con la banda municipal, luego se baila en los clubes o en casas particulares, con orquesta o la victrola; para evitar este atropello (los pisotones), el 5 de enero de 1966, sale por primera vez la familia Ipial. En la década de los 70, proliferan en el 5 y 6 de enero, cuadros vivos, con vísceras, ensangrentados, máscaras de santo, disfraces en costales y escobas; alhucema en pistolas, puños de talco y brochas con pintura.
En 1975, la Casa de la Cultura participa con carrozas protesta e influye, como en los años 84 lo hicieron los estudiantes de artes plásticas, (usaron espuma, que ataca la piel y la vista). En 1976, se elige la primera reina del carnaval, aunque antes hubo soberanas del deporte, de los clubes o de grupos organizados. En 1979, circula la primera revista “Semblanza de los carnavales” de Ipiales - Nariño; en 1981, se inicia el carnavalito en el barrio El Gólgota; y se fundamenta en 1983, las bases de concurso, y el surgimiento de artistas, con interés por mejorar la fiesta; otro impulso dado fue en 1995 (por la organización del gremio), en el 2002 (se inician las capacitaciones), y el 2008 (con renovación de artistas).
Entre 1988 y 1992, el carnaval sufre una profunda crisis; por ello surge en el 1990, la primera Asociación de artesanos, y se presenta, el 21 y 23 de agosto (Diario del Sur) una protesta popular, con desfile incluido, por el no pago de premios y para salvarlo de su decadencia. En este año, se inicia el desfile de años viejos caseros del Sena a la urbanización La Frontera, asimilado en 1993, al programa oficial; fecha en que también se organiza el Carnaval de la Provincia con participación de alcaldes y primeras damas. En 1994, se apedrea la Alcaldía, por falta de orquestas.
En 1995, Ipiales se concientiza, y desaparece el carnaval del agua, que se conserva en Popayán, Mocoa, Pasto y otros pueblos”, Andrés Hurtado García;“Ipiales, es la excepción (…) ejemplo ecológico, para nariñenses, caucanos, ecuatorianos”, Bernardo Andrade Tapia. En este año (95), nuevos cultores del carnaval, incursionan en la presentación de carrozas, años viejos, comparsas, al igual que murgas. Desde esta época, se influye en escritos, foros, propuestas en radio, prensa, y se promueve el mejoramiento del Carnaval.

## Características y realización

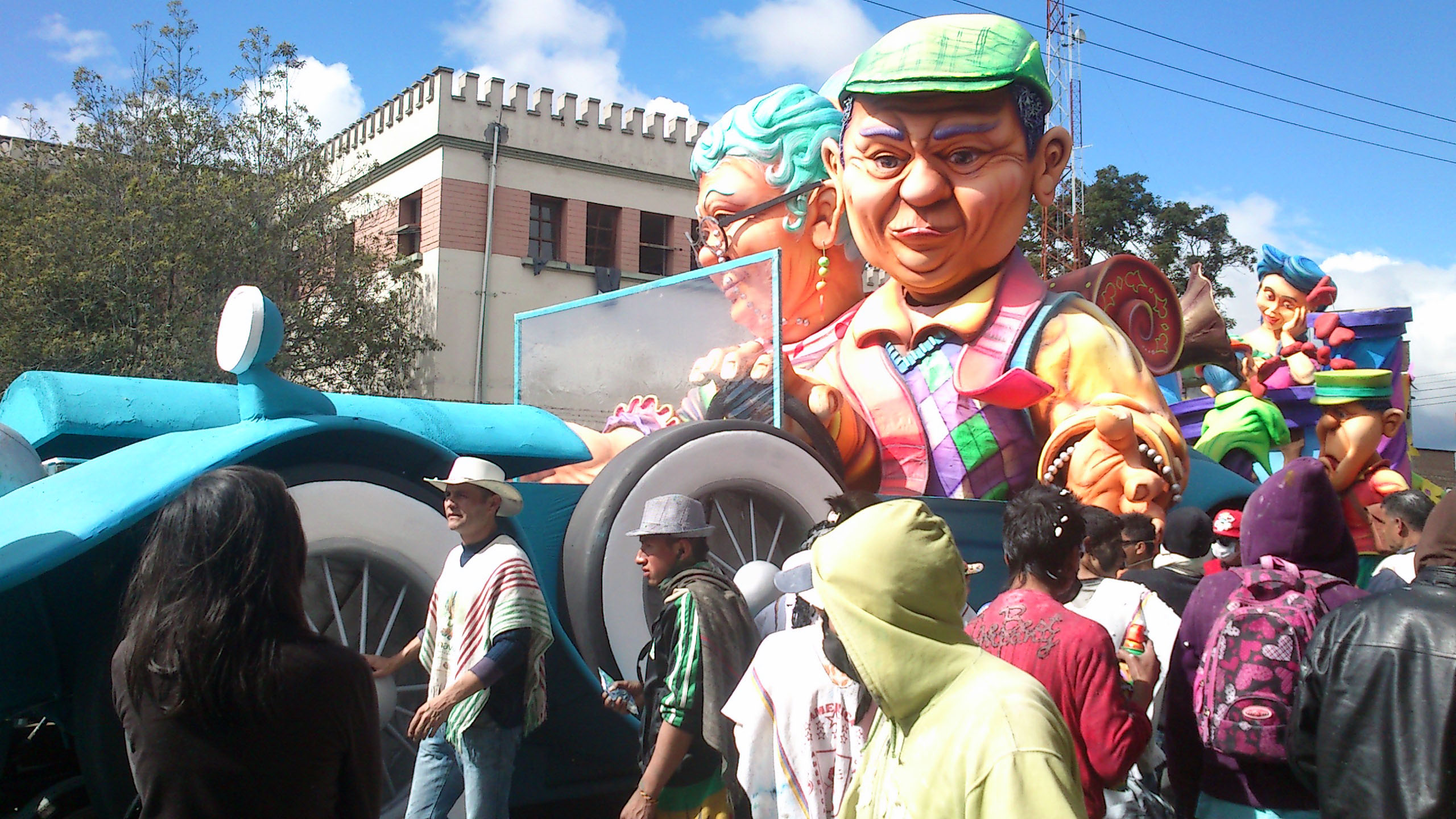
Carroza, Carnaval Multicolor de la Frontera

El Carnaval Multicolor de la Frontera, es el evento más importante que se celebra cada comienzo de año, con características de identidad, creatividad y salvaguardia autóctonas.
A través de esta fiesta se identifican las creencias, resaltando los valores culturales locales y como la máxima expresión de cultura popular de Ipiales; evento dinamizador de la cultura, la economía y turismo de la región, que despierta el subconsciente colectivo. En su entorno aparecen simbolismos y se desprenden imaginarios colectivos que representan la razón de ser o sentir, pensar y actuar de la gente con una acción para cada día:

### Días y modalidades
|  | - El 2 de enero, es el carnaval de la juventud. En este día hay un gran desfile, donde participan todas las instituciones educativas que presentan una muestra de danza y folclor, culminando en la plaza 20 de Julio, y se juega con cosmético de color verde que simboliza la esperanza que tienen las presentes y futuras generaciones, de visualizar un porvenir mejor, se efectúan conciertos principalmente de música Rock, alternando con agrupaciones de otros géneros musicales como Reggae y Ska. - El 3 de enero, es el carnaval de la provincia, este evento se realiza con la participación de todos los municipios que conformaron la exprovincia de Obando, y algunos del norte del Ecuador, y los cabildos indígenas. Es un día lleno de diversidad, por eso es multicolor. - El 4 de enero es el Carnavalito, un desfile creado por personas cívicas del barrio El Gólgota de Ipiales, y en el cual los niños son el centro de atención. - El 5 de enero, se celebra el día de Negros, como reencuentro con los ancestros y la tierra, simbolizados con el cosmético de color negro. En este día hace entrada la familia Ipial en versión indígena, quienes representan la cultura de los Pastos y a la comunidad ipialeña, recreando a través de diferentes ritmos, disfraces y elementos propios del carnaval: los mitos, leyendas, creencias, costumbres, y tradiciones. Al terminar el desfile se remata en la plaza Veinte de Julio, amenizadas por orquestas y artistas nacionales e internacionales, donde miles de personas bailan, juegan y se embadurnan de color negro. - El 6 de enero, día de Blancos, está relacionado con el simbolismo del aire que aparece a través de la evocación que se hace al lanzar el talco sobre otra persona o hacia el aire para cubrir a un grupo de gentes. El desfile es una muestra de arte efímero desarrollada por artistas locales, que representan en diversidad de motivos alegóricos capitalizados en disfraces, murgas, comparsas y carrozas, que son juzgadas y disfrutadas según su creatividad y originalidad. |